# Grumman A-6

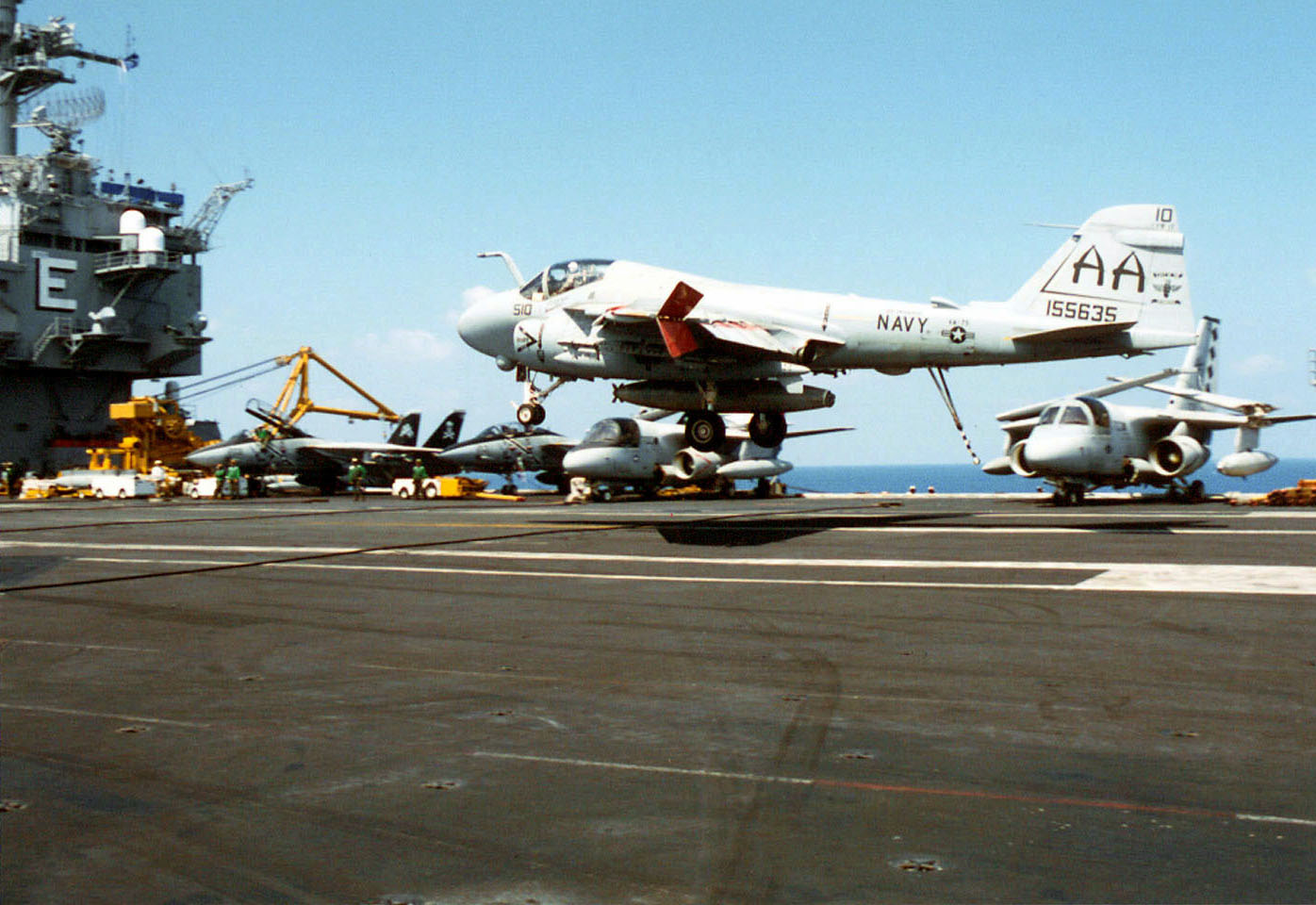
Deklanding

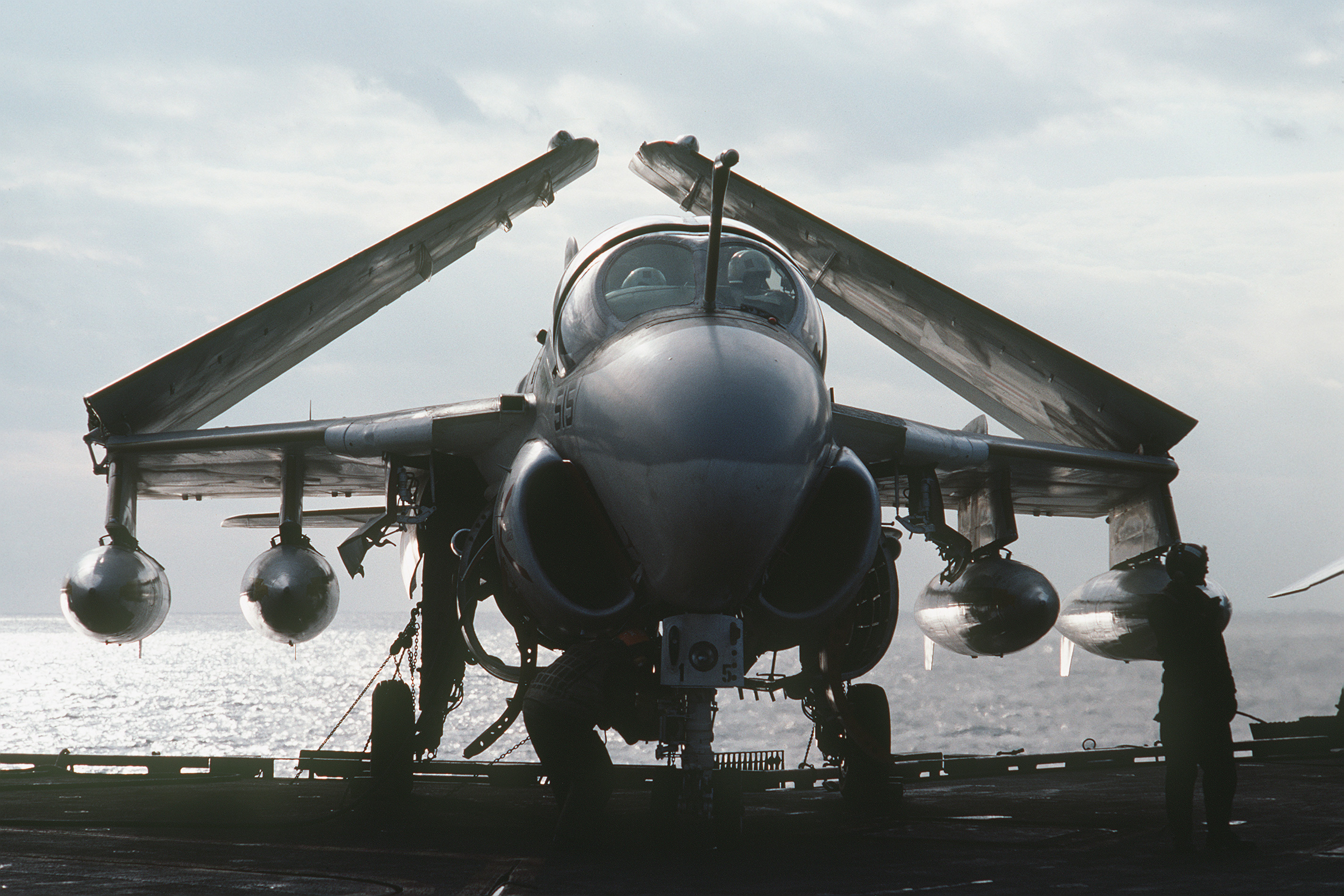
A-6E op de parkeerplaats

De Grumman A-6 Intruder was een tweemotorig militair aanvalsvliegtuig, ontworpen voor USN-vliegdekoperaties. Het toestel is veelvuldig gebruikt en was in dienst bij de Amerikaanse marine, de USN en bij de Amerikaanse mariniers, het USMC.

## Algemeen
Door zijn zeer sterke bouw en zijn ‘all weather’-capaciteit was het toestel universeel inzetbaar. De A-6 werd niet alleen ingezet bij grote gecombineerde luchtaanvallen maar opereerde vaak ook ’s nachts in secties van twee toestellen of individueel.
Het toestel was niet uitgerust met kanonnen maar had een uitgebreid aantal hardpoints onder de vleugels waar een wapenlast van meer dan 9000 kg meegenomen kon worden. Deze wapenlast kon bestaan uit:
- 10x 2.75" Rocket Pod
- 10x 5" Zuni Rocket Pod
- 28x Mk-20 Rockeye Mk-77 napalm
- 28x Mk-81 (250 lbs)
- 28x Mk-82 Snakeye 13 Mk-83 (1000 lbs) of 5 Mk-84 (2000 lbs)
- 20x Mk-117 (750 lbs)
- 28x CBU-78
- GBU-10E Laser Guided Bomb
- GBU-12D Laser Guided Bomb
- GBU-16B Laser Guided Bomb
- AGM-123A Skipper II
- AGM-45 Shrike
- AGM-62 Walleyes
- AIM-9 Sidewinder
- AGM-88 HARM

Gebouwde varianten:
- A-6A, oorspronkelijke versie uit 1960
- EA-6A, eerste versie voor elektronische oorlogvoering, de Electric Intruder
- A-6B, verbeterde A-6A-versie
- A-6C, uitgerust met sensors waardoor vrachtverkeer op de grond waargenomen kon worden
- KA-6D, aangepaste tankerversie
- A-6 E, eind jaren ’60 uitgebrachte standaard USN-versie
- A-6F, laatste versie, in 1984 uitgebracht en uitgerust met General Electric 404-motoren

De Grumman A-6 werd in 1997 wegens veroudering uitgefaseerd maar het A-6-airframe wordt nog steeds gebruikt voor de operationele ECM-variant van de USN, de Grumman EA-6B Prowler.

## Geschiedenis
Het toestel werd aan het eind van de jaren 50 ontworpen door de Amerikaanse vliegtuigfabrikant Grumman en maakte in april 1960 zijn eerste vlucht. Vanaf 1963 werden de eerste operationele toestellen aan de USN afgeleverd. Er werden in totaal 482 stuks van gebouwd.
Tijdens zijn meer dan 30-jarige loopbaan bouwde het toestel een betrouwbare reputatie op en werd het beschouwd als het werkpaard van de marine.
De A-6 Intruder werd wegens veroudering in 1997 uit actieve dienst gehaald en de meeste toestellen zijn inmiddels gesloopt. Enkele honderden gestripte airframes werden in 2000 in Florida in zee gestort en vormen nu een kunstmatig rif in de buurt van Miami.

## Inzet
Grumman A-6 Intruders zijn in de loop van de jaren veelvuldig in actie geweest.
- In de periode 1965-1973 waren zij actief boven Laos, Cambodja en Vietnam. Dit was de periode waarin bijna 100 Intruders in actie verloren gingen.
- In 1975 werden zij kortstondig ingezet in Cambodja
- In 1982 namen zij deel aan de invasie van het eiland Grenada
- In 1983 werden Intruders ingezet boven Libanon; hierbij gingen er twee verloren
- In 1986 volgde deelname aan acties tegen Libië in de Golf van Sidra
- In 1988 vlogen zij in het gebied van de Perzische Golf
- In 1991 namen zij deel aan de bevrijding van Koeweit
- In 1993 namen zij deel aan de oorlog met Irak